# Operativo Independencia
El Operativo Independencia se refiere a la actuación ordenada el 5 de febrero de 1975 por el Decreto N.º 261/75 del gobierno constitucional de María Estela Martínez de Perón, al Ejército Argentino y la Fuerza Aérea Argentina, para «neutralizar y/o aniquilar» el accionar de lo que se definía como «elementos subversivos» en la Provincia de Tucumán, que fue continuado, a partir del 24 de marzo de 1976, por la dictadura autodenominada Proceso de Reorganización Nacional. El operativo de contrainsurgencia incluyó combates y actos represivos contra las organizaciones guerrilleras Ejército Revolucionario del Pueblo (ERP) –que buscaba instalar un «foco revolucionario» en el monte tucumano– y Montoneros, partidos políticos, sindicatos, organizaciones estudiantiles y religiosas, etc. En su transcurso, las Fuerzas Armadas instalaron en la provincia un régimen de estado de sitio, con aplicación de técnicas sistemáticas de terrorismo de Estado, que incluyeron gran cantidad de desapariciones forzadas y el establecimiento de centros clandestinos de detención, durante el cual se produjeron una serie de combates sangrientos y violaciones de derechos humanos que en sede judicial han sido reconocidos como actos de genocidio.
El Operativo Independencia comenzó formalmente  el lunes  9 de febrero de 1975. Unos 1.500 soldados fueron desplegados en un rectángulo de 60 km de  largo y 40 km de  ancho.
El Operativo Independencia estuvo al mando del general Acdel Vilas y, luego, del general Antonio Domingo Bussi. Acdel Vilas afirmó que la «guerra» que se desarrollaba era «eminentemente cultural» ya que la guerrilla en el monte era «solo la manifestación armada del proceso subversivo y no la más importante».
Para los militares argentinos el concepto de "subversivo" era mucho más amplio que el de guerrillero. De hecho el subversivo podía actuar legal o ilegalmente, con o sin violencia. El decreto de 5 de febrero de 1975 establecía los fundamentos de lucha contra el enemigo subversivo. Se mencionaba la acción cívica y la propaganda psicológica. No se trataba solamente de combatir  y aniquilar al grupo de guerrilleros rurales, sino de actuar sobre la población local  mediante la acción cívica, que consistía en tareas a realizar por los efectivos militares para acercarse a la población y aislarla del grupo de combatientes guerrilleros. El decreto además estableció que las fuerzas de seguridad, entre ellas la policía,  quedaban bajo el mando de los militares.
Se establecieron varios centros clandestinos de detención en Tucumán.  Entre ellos estaba la Escuelita de Famaillá, por donde pasaron 1.507 personas. Entre las torturas aplicadas  figuraban la picana eléctrica aplicada a las encías, los pechos y los genitales, el entierro de la víctima hasta la cabeza, el uso de alambres para colgar a los presos  de los brazos durante días. La tortura era usada para la obtención de información acerca del enemigo " subversivo".  
El  Ejército Argentino utilizó para la campaña de Tucumán entre unos 5.000 a 6.000 aproximadamente efectivos cuya función era enfrentar  a  apenas una compañía  rural del ERP compuesta entre 100 a 150 combatientes guerrilleros, como máximo. Se trataba de la Compañía de Monte Ramón Rosa Jiménez del ERP, a la cual los militares argentinos en sus documentos mencionaban abreviadamente  como  "Cía Monte RRJ". El nombre de la compañía  se había  elegido en conmemoración de un militante del PRT  muerto : Ramón Rosa Giménez Vega .  Observa el historiador Héctor Löbbe  que en los documentos del PRT-ERP Jiménez siempre se escribía con jota cuando se refiere a la compañía de monte mientras que en la partida de nacimiento del militante  su apellido era Giménez con g y su apellido completo era Giménez Vega, siendo Vega el apellido materno.       
En realidad los combates  rurales fueron por lo general escaramuzas en las cuales ambos combatientes tuvieron pocos heridos y muertos. La gran cantidad de muertos  del Operativo Independencia  provino de las acciones ilegales de las fuerzas armadas y de seguridad mediante secuestros y desapariciones  de personas en las ciudades y poblados, no de los combates reales. Es decir que la gran cantidad de bajas y asesinatos  ocurrió en los centros clandestinos de detención. El combate que más bajas produjo fue el combate de Acheral  en octubre de 1975 en el cual el ERP tuvo entre 12 y 15 bajas.        
Durante el Operativo Independencia hubo  varios casos de abusos sufridos por los pobladores de la provincia  que vieron alterada su rutina ante la llegada de miles de tropas, más allá de lo ocurrido en los centros clandestinos de detención que se establecieron en la provincia y fueron un primer experimento represivo  que luego se trasladaría al resto de la Argentina.  Entre los abusos se puede mencionar robos y violaciones de mujeres humildes del campo tucumano.         
El Operativo Independencia  constituyó un experimento represivo  que luego del golpe de Estado de marzo de 1976 se trasladó al resto del país. Dado que estas violaciones a los derechos humanos  se produjeron en el marco de un gobierno democrático, puede decirse  que el terrorismo de Estado comenzó en Argentina antes del golpe de marzo de 1976.           
Décadas después, la justicia investigó los delitos cometidos durante el Operativo Independencia y a procesar a los responsables  en los crímenes de lesa humanidad. En 2013 se dictó la primera condena por delitos durante el Operativo Independencia contra el general Luciano Benjamín Menéndez.

## Antecedentes
A partir del éxito de la Revolución cubana en 1959, algunos grupos revolucionarios eligieron al noroeste argentino para iniciar guerras de guerrillas basadas en la teoría del foquismo. El primer intento fue dado por los Uturuncos en 1959 en los límites de Catamarca y Santiago del Estero.
Nueve años antes de la Operación Independencia, en 1964, la Gendarmería Nacional Argentina eliminó al Ejército Guerrillero del Pueblo (EGP) en Orán. Tras el hecho, los militares argentinos apreciaron a la zona noroeste como una entrada del comunismo internacional. La Gendarmería instaló una unidad en el ingenio Ledesma para controlar el movimiento fronterizo y migratorio en los ingenios de Salta y Jujuy.
La idea del establecimiento de un destacamento rural en Tucumán tenía que ver con la presencia del asalariado tucumano del sector de ingenios azucareros. Se trataba de una manera de complementar la lucha gremial que se realizaba en los ingenios con una guerrilla urbana y otra rural. 

## Establecimiento de la guerrilla rural
Liderado por Mario Roberto Santucho, el PRT-ERP  desde sus inicios consideró complementar a la guerrilla urbana, que practicaba desde la fundación del ERP en 1970 con un foco guerrillero en Tucumán. En 1973 el PRT realiza tareas de exploración a los efectos de evaluar el lanzamiento de un destacamento de guerrilla rural. Tanto la guerrilla urbana como la rural eran elementos complementarios a la lucha política, gremial y estudiantil que desarrollaba el PRT con el objetivo de  concretar una revolución en Argentina. La organización predecesora del PRT era el FRIP, que tenía presencia en el proletariado azucarero  en la zona norte desde hace  varios años.  El PRT tenía por objetivo realizar una revolución socialista que superase la democracia burguesa que en la práctica  había sido limitada por las permanentes  asonadas militares que desde 1930  derrocaban a los gobiernos elegidos:    

Nosotros no queríamos un régimen de democracia liberal en la Argentina. Nos proponíamos un Estado socialista, y estábamos convencidos de que un Estado socialista solo podía ser conquistado por la fuerza de las armas.
Luis Mattini, jefe guerrillero.

Montoneros, surgido en mayo de 1970 y que luchaba por el retorno de Perón y el proyecto del socialismo nacional,  había crecido en sus operaciones desde entonces.  Según Yofre, la primera acción armada del ERP  en la provincia de Tucumán, tuvo lugar el 6 de septiembre de 1971: un pelotón liberó a doce presos de la cárcel de Villa Urquiza, mató a cinco guardias de la prisión e hirió de gravedad a dos policías. Previo a esto,  Montoneros habían asesinado el 20 de octubre de 1970 a un agente de policía. Durante los tres años siguientes al lanzamiento de la lucha armada,  continuaron las acciones de ambas organizaciones político-militares, durante las cuales mataron a otros ocho miembros de las fuerzas de seguridad en la provincia..  Esos hechos  se daban en el marco de una efervescencia social muy intensa que se manifestaba en levantamientos populares como el cordobazo.el tucumanazo,  y los otros "azos" que lo sucedieron, en un claro clima de rechazo hacia la dictadura militar. El comienzo de la lucha armada en Argentina se dio en el marco de la dictadura militar  surgida en 1966 y autodenominada Revolución Argentina. La apertura democrática de marzo de 1973 hizo replantear la estrategia de la lucha armada ante la llegada al poder de un gobierno peronista y el fin de la proscripción del  movimiento peronista.  Montoneros suspendió sus operaciones militares y el PRT-ERP hizo lo mismo hasta el intento de toma del Comando de Sanidad en septiembre de 1973.  A inicios del año 1974 el ERP intenta la toma del cuartel de Azul, hecho que genera una fuerte reacción del presidente Perón.  Para entonces ya operaba la Triple A, un escuadrón de la muerte  organizada desde el mismo gobierno que  asesinaba a sus enemigos de la izquierda.    
La Compañía de Monte Ramon Rosa Jiménez del ERP nació el 24 de marzo de 1974. Los primeros 30 combatientes del ERP subieron al monte junto a Mario Roberto Santucho. Siguieron una huella que surgía del ingenio La Fronterita, en las cercanías de Famaillá. El objetivo era foguearse y adquirir experiencia. Para evitar ser descubiertos, se separaron en varios grupos. Entre los primeros combatientes estaban   el "Indio" Paz, Antonio Villanueva (Camilo) y Lionel Macdonald (Raúl o Pasto Seco) y Armando. El grupo  pretendía mantenerse invisible pero al mismo tiempo buscaba la proximidad de los poblados para trabajar políticamente con los lugareños. La cadena montañosa ofrecía un buen escondite. Sin embargo a los pocos días un campesino denunció la presencia de un grupo de muchachos armados. 
El 1 de mayo de 1974  en el acto del día del trabajador Juan Domingo Perón rompe con la Tendencia Revolucionaria del peronismo que respondía a Montoneros. El 19 de mayo de 1974 unos 300 policías federales y 200 efectivos provinciales penetraron en el monte con el objetivo de peinar el terreno y encontrar a los guerrilleros. La respuesta del grupo de combatientes del ERP fue el vacío táctico: retirarse, evitar el cerco  sin hacer contacto. Luego de una semana de búsqueda si resultados, los policías terminaron agotados y se retiran. El 29 de mayo tres integrantes de la Compañía de Monte  en un reconocimiento cometen el error de desayunar en el bar del pueblo de Montero y son detenidos.     
El 30 de mayo de 1974, la Compañía Ramón Rosa Jiménez del ERP  hizo su presentación político-militar  en Acheral, una población de 2.000 habitantes,  con el simbólico copamiento de la ciudad.  A las 20 horas se copo el poblado. Tomaron la comisaría —que solo tenía tres policías, un cabo y dos agentes— y la estación ferroviaria, bloquearon el acceso de la ruta 38. No hubo resistencia.  En un par de horas, realizaron pintadas, arengaron contra la policía en un bar y robaron dos camionetas. La operación fue un éxito, se copó el pueblo, se realizó una formación guerrillera y se izó por primera vez la bandera del ERP. Los guerrilleros estaban divididos en cinco grupos que debían ocupar objetivos. El grupo 1 se ocupó de la comisaría, el grupo 2 se encargó de la oficina de teléfonos, el 3 la estación de tren, el grupo 4 el control de las rutas de acceso y el grupo 5 debía reunir a la población para una arenga en la plaza principal. 
Luego de Acheral los combatientes del ERP  de la compañía de monte fueron licenciados por unas semanas y Santucho volvió a Buenos Aires para discutir los pasos a seguir. El 24 de junio, una escuadra del ERP copa la pequeña localidad de Siambón, departamento de Tafí, toma la comisaría y difunde un comunicado. 
El 1 de julio de 1974  fallece el presidente Juan Domingo Perón y asume María Estela Martínez de Perón quien incrementa la represión ilegal  de la extrema izquierda. Se multiplican las acciones de la Triple A.  El 24 de julio se asalta un camión que trasladaba azúcar desde el ingenio San Pablo a Buenos Aires. Las bolsas son repartidas entre la población carenciada. El 25 de julio de 1974  el ERP realiza un operativo en la fábrica Norwinco ,en la ruta 301. Se reduce a la guardia y se difunde una proclama que presenta a la Compañía de Monte. 
El sábado 10 de agosto de 1974 parte de la Compañía de Monte Ramón Rosa Jiménez se desplaza a Catamarca  a los efectos de atacar al Regimiento de Infantería Aerotransportada 17. No logran llegar al objetivo y luego de varios combates los militares proceden a fusilar a un grupo de 16  combatientes del ERP en el hecho que se conoce como masacre de Capilla del Rosario. Como respuesta a la operación de la guerrilla el ejército ese mismo mes de  agosto de 1974   realiza un nuevo operativo a cargo del comandante de la brigada de infantería 5, el general de brigada Luciano Benjamín Menéndez. Las tropas penetran en el monte tucumano pero solo encuentran vestigios de la presencia guerrillera y no se registraron enfrentamientos (Fraga,1988).
El 2 de noviembre de 1974 los combatientes del ERP irrumpieron en el pueblito de Los Sosa a cinco kilómetros de Monteros. Maniataron con facilidad a dos policías y desfilaron  con la bandera del ERP.  Conversaron con los vecinos y hasta llegaron a jugar con ellos un partido de fútbol.  El 6 de noviembre de 1974 la presidenta María Estela Martínez de Perón decretó el estado de sitio en todo el territorio nacional. mediante el decreto 1368.
A fin de 1974 la Compañía Ramón Rosa Jiménez del ERP procede a realizar una ceremonia de entrega de grados militares en un descampado cercano al campamento de La Rinconada. Frente a una formación de cuarenta combatientes del ERP presidida por el Negro Mauro ( Carlos Germán), el Capitán Santiago ( Hugo Irurzún) es confirmado en su puesto de jefe de compañía.  Los otros mandos eran Pasto Seco y Manolo Negrín como tenientes y los sargentos eran Roberto Fernando Stegmayer ( alias Federico), Luis  Canfaila ( alias Chuby) y el chileno Domingo Villalobos Campos ( alias Dago).  En diciembre de 1974 coparon el poblado de La reducción, al norte del cerro Aconquija, muy cerca de Lules. En enero de 1975 se presentaron en el caserío Potrero de las Tablas. Allí le prendieron fuego al destacamento policial e hicieron una asamblea en el almacén. Explicaron la decisión de "ajusticiar" o ejecutar a Eliseo Pascual Córdoba, conocido como Besuco, empleado de una familia propietaria de la zona, por delatar a la guerrilla. Anduvieron también por La Fronterita brindando atención médica y realizando propaganda política.  
El 1 de diciembre de 1974 un comando desprendido de la Compañía de Monte se desplazó a la ciudad de Tucumán a los efectos de ejecutar al capitán Humberto Antonio Viola, perteneciente a la inteligencia del Ejército. Viola, quien prestaba servicios en el destacamento de inteligencia de Tucumán, fue atacado cuando conducía su automóvil junto con su esposa María Cristina (Maby) Picón y sus hijas María Cristina de tres años y María Fernanda de cinco, al llegar a la casa de sus padres. El capitán Viola tenía  31 años al momento de su muerte.  Su hija María Cristina también fue asesinada en tanto que su hija María Fernanda resultó herida gravemente, ambas con disparos en la cabeza por lo que María Fernanda debió ser sometida a ocho operaciones. La esposa del capitán, embarazada de cinco meses, resultó ilesa.

María Fernanda Viola relató los hecho:
“Ya estábamos en Ayacucho al 200, entrando a lo de mis abuelos. Mi papá paró el auto y mi mamá se bajó para abrir el portón. Ahí empezaron las estampidas hacia el auto. Fuimos rodeados por 3 coches con hombres del ERP que comenzaron a ametrallarnos. Mi papá, para resguardarnos, se bajó del auto y se alejó, para atraer los disparos hacia él. Empezó a correr hacia una esquina, ya con una herida de bala, y ahí lo remataron con un tiro por la espalda. También mataron a mi hermanita, María Cristina, que tenía tres años. Yo recibí un tiro en la cabeza, una bala que se había colado por la ventanilla. Las esquirlas me dieron en el nervio óptico. Quedé inconsciente. La única persona que salió ilesa fue mi mamá. Yo sobreviví gracias a ella: mi mamá me levantó, yo estaba llena de sangre, pero ella no sabía de dónde me salía... Me palpaba, pero no encontraba el origen de la hemorragia. Un vecino nos llevó al hospital de niños. Ahí, mi madre le movió el pelo a mi hermana bebé y vio que los disparos le habían sacado la mitad de la cara. A mí me hicieron unos estudios preliminares, pero los médicos se dieron cuenta de que necesitaban a un neurólogo, por la gravedad de mis heridas. Y como ahí no había ninguno, me pusieron un suero y un amigo de mi tío me llevó en un Fiat 600, con el suero colgando por la ventanilla, al hospital Padilla, donde me internaron y me pusieron en coma”.
Un parte de guerra atribuido a la Compañía de Monte Ramón Rosa Jiménez del ERP describe los hechos de esta manera:

A las 13:13 pasó el objetivo. Se marca la señal y se retira el compañero. Se aproximan el auto operativo y el de apoyo separados 50 a 60 metros; queda el de apoyo semicruzado en la calle cortando el tráfico y apoyando a los otros compañeros. El automóvil operativo se aproxima hasta la misma altura que el objetivo —el auto y sus ocupantes— quedando medio auto adelantado. Situación extraordinaria. Siempre en los chequeos el sujeto descendía, en esta oportunidad la que descendió fue la esposa, quedando él al volante a la espera de guardar el auto en el garaje. Al frenar el automóvil operativo disparan el primer escopetazo que da en el parante delantero izquierdo del parabrisas, el sujeto se agacha en ese momento y los balines dan de rebote a la pibita de tres años que estaba atrás. El compañero de la ametralladora desciende y metiendo el arma por la ventanilla, dispara una ráfaga corta (4) tiros que dan en el sujeto que igualmente desciende, la ametralladora se traba, los disparos le dan a la altura del pulmón izquierdo desde atrás. Al bajarse del auto le disparan el segundo escopetazo que pasa sobre el sujeto -hizo rasante a la altura del capot- sujeto agachado. El sujeto corre hacia calle San Lorenzo. El compañero de la ametralladora dispara con pistola 1 tiro, erra, adelanta y dispara otro que frena al sujeto. Mientras ha descendido el compañero de escopeta y el auto se corrió unos 10 m para adelante, el auto de apoyo se aproxima lentamente. El compañero ametralladorista remata con un tiro en la cabeza, retorna al auto; inmediatamente el compañero de la escopeta le dispara a quemarropa un escopetazo y otro tiro de gracia con un revólver Cal.38. El compañero que maneja el auto de apoyo observa en ese momento que la hija de cinco años corre hacia delante a la altura del automóvil. Observaciones: las heridas de la hija de 5 años no hallan explicación, salió de rebote en los disparos de gracia. Las de la menor, son las del primer escopetazo que se disparó, desviadas al atravesar la chapa. Luego de la ejecución, la retirada se cumple correctamente."

La acción por parte del ERP fue una represalia  en respuesta al asesinato de los prisioneros del ERP en la provincia de Catamarca por parte del Ejército Argentino. Este hecho se conoce como Masacre de Capilla del Rosario. La represalia consistía en  asesinar a 10 oficiales del ejército, entre ellos el capitán Viola.  Según el mismo  ERP la muerte de la niña fue un hecho  injustificado y en consecuencia dio por terminada la campaña de represalias contra los militares.  A raíz del ataque que le costó la vida a su padre y su hermana, María Fernanda permaneció cuatro meses en coma y debió someterse a ocho operaciones. En 2024, María Fernanda describió las consecuencias físicas que sufrió:
“Me faltan huesos en la cabeza, padezco una disminución visual grande, producto del atentado. La bala toco el nervio óptico, tengo problemas en el campo visual. Me atendí en Tucumán. Dios hizo lo suyo, pero los médicos me salvaron la vida."
El grupo que realizó el ataque estaba al mando de Hugo Irurzun y sus otros integrantes fueron Francisco Antonio Carrizo, José Martín Paz, Rubén Jesús Emperador, Fermín Ángel Nuñez, Miguel Norberto Vivanco y el sueco Svante Grände. La justicia condenó por los homicidios del capitán Viola y de María Cristina, y de la tentativa de homicidio contra María Fernanda a reclusión perpetua a Paz, Emperador, Núñez y Vivanco a finales del año 1976 y a Carrizo a fines del año 1982.
Paz, Carrizo, Emperador y Núñez estuvieron detenidos a disposición del Poder Ejecutivo hasta que esa orden fue dejada sin efecto por el decreto secreto 382 del 17 de febrero de 1983.

## Tamaño del grupo guerrillero rural
Un dato que divide a los historiadores es el número de integrantes de la Compañía de Monte Ramón Rosa Jiménez del ERP. Autores como Andersen, Alan Rouquié o Gillespie coinciden en señalar que la guerrilla nunca fue una amenaza contra el Ejército. Andersen señala que la compañía de monte del ERP no pudo disponer  de más de 120 a 140 hombres que lucharon contra los 5.000 efectivos del ejercito.  El general Acdel Vilas calcula que en el momento de mayor número, antes de su llegada, los guerrilleros eran 300, número que podía ascender a 600 con el apoyo logístico que tenían en el llano.  Un manuscrito del mismo general incluyó datos de inteligencia del ejército donde calculaban  de 60 a 70 combatientes.  Luis Mattini confirmó esta cifra.  Durante las peores exageraciones de acción psicológica el propio ejército argentino llegó a hablar de 600 enemigos. Según el líder militar del ERP, Enrique Gorriarán Merlo, documentadas en el libro "Conversaciones con Samuel Blixen", nunca fueron más de 100.  Otros historiadores calculan que en su  punto máximo la compañía llegó a contar con 150 combatientes. El periodista Jorge Lanata, en su libro Argentinos, cita un cable de Latin Reuter fechado el 23 de octubre de 1976 el que se decía que «nunca hubo más de 70 combatientes del ERP en Tucumán». Juan Yofre, da mayores precisiones: en mayo de 1974 se estableció el primer campamento, en el Ingenio Fronterita, con 20 combatientes, pero al poco tiempo se establecieron varios campamentos más, lo que hablaría de nuevas incorporaciones (pese a que cada campamento tenía un número reducido de combatientes). Se informa que hacia mediados de 1975, los guerrilleros mermados en número solo mantenían tres campamentos, pero que a fines de septiembre llegó un nuevo pelotón para cubrir las bajas. A finales de 1975, después de la desbandada de la Compañía de Monte Ramón Rosa Jiménez, su lugar fue ocupado por la "Patrulla de Monte" de Montoneros, de unos 30 efectivos. Una  parte del ERP fue entrenada en Cuba. Gorriarán Merlo confirmó la presencia de argentinos en campos de entrenamiento en Cuba, diciendo: «Quedó entonces formalizada la relación (…) del PRT con el Partido Comunista de Cuba. Acordamos los viajes posteriores de nuevos compañeros para realizar cursos, tanto militares como políticos». A pesar de esta vinculación el PRT-ERP era autónomo e independiente del gobierno cubano y de hecho el mismo realizó críticas a la estrategia del PRT que no fueron escuchadas. Asimismo los cubanos apoyaban a otros partidos y grupos de izquierda.   
Según Paul H. Lewis, hacia fines de 1974, el ERP tenía unos dos mil quinientos simpatizantes esparcidos por la provincia y había en 1975 unos 400 hombres que apoyaban a los guerrilleros.  Esta cifra  no parece reflejar la realidad ya que los estudios actuales del PRT-ERP hablan de  aproximadamente 6.000 miembros en su momento de mayor apogeo, entre ellos militantes, aspirantes a militantes y simpatizantes, en todo el país con lo cual la cifra  de 2.900 para Tucumán  que da Lewis no tiene sustento.[cita requerida]
En 1975, Montoneros destacó unos treinta observadores al frente rural del ERP en esa provincia y formó una Unidad Básica de Combate Logística (UBCL) con la que apoyó a la Compañía de Monte «Ramón Rosa Jiménez». Para septiembre, la Policía Federal, la Guardia de Infantería y la Policía Montada realizaban incursiones en los montes, bajo cobertura aérea de helicópteros del Ejército. Si bien no se produjo ningún enfrentamiento, 37 personas fueron detenidas.

## Desarrollo

### Inicio del Operativo
El 5 de enero de 1975, un avión de transporte militar DHC-6 Twin Otter matriculado AE-259 que efectuaba tareas de reconocimiento se estrelló en la ladera del cerro Ñuñorco Chico, cerca de Tafí del Valle. En el avión viajaba el general Enrique Salgado, comandante del Tercer Cuerpo de Ejército con sede en Córdoba, junto al general Enrique Muñoz  y otros diez oficiales y un suboficial.  No hubo sobrevivientes.   Existen discrepancias respecto al motivo de la caída, habiendo expresado el portavoz del Comando del III Cuerpo de Ejército que el avión "podría haberse estrellado o sido derribado". Algunos relatos hablan del empleo de ametralladoras antiaéreas por parte de los guerrilleros, y éstos lo reconocieron en sus documentos oficiales: «Fue derribado un helicóptero como mínimo —hay gente que dice que nuestros compañeros abatieron dos helicópteros y un avión— y se produjeron alrededor de 60 muertos y numerosos heridos en el enemigo ...». El general Acdel Vilas —con buena llegada a López Rega y al sindicalismo peronista—, quien a consecuencia de ese hecho quedó al frente de la V Brigada, siempre descartó esa versión y la consideró propaganda de la guerrilla: "Fue un accidente, provocado por las nubes bajas y algún error técnico de la nave o del piloto. El ERP nunca tuvo armas antiaéreas, ese mito era parte de la propaganda propia, que la prensa y muchos políticos asumieron como cierto, no sé si por inocencia o por otras razones inconfesables". Mario Santucho afirma en su libro que los revolucionarios no tuvieron nada que ver con el hecho y que el mito del derribo del avión surgió en los pobladores. Por cierto los muertos en el accidente fueron contabilizados como bajas del Ejército  a pesar de que las mismas se produjeron antes del inicio del Operativo Independencia.
Un mes después, la presidenta María Estela Martínez de Perón firmó el decreto que ordenaba al Ejército conducir el plan de ataque contra la guerrilla en Tucumán. El despliegue de mil quinientos soldados se inició a las 06:00 del  domingo 9 de febrero y se completó esa tarde, estableciendo el Comando Táctico del general Acdel Edgardo Vilas en la comisaría de la ciudad de Famaillá, a 35 kilómetros de San Miguel de Tucumán y a diez de los cerros donde se concentraba la guerrilla. El grueso de los efectivos se instalaron en los poblados a lo largo de la ruta 38 para cortar los lazos de la guerrilla con la población y evitar el abastecimiento. De esta manera se extendió el teatro de operaciones a la población civil, buscando desarticular el movimiento social tucumano.  La zona de operaciones se extendía desde el río colorado hasta  el río Pueblo Viejo en una superficie de 35 km cuadrados de norte a sur. Hacia el este el límite era la ruta nacional 38 y en el oeste las montañas.  Se creó el primer centro clandestino de detención en una escuela de Famaillá, por donde se calcula pasaron mil quinientos detenidos que sería el laboratorio de la lucha antisubversiva que luego del golpe de marzo de 1976 se extendería a toda la Argentina. Acdel Vilas había estudiado la doctrina francesa de la guerra antisubversiva aplicada por los franceses en sus colonias cuyo mayor exponente era la obra del coronel francés Roger Trinquier  titulada " Guerra, subversión y revolución". 
El primer enfrentamiento fue el Combate de Río Pueblo Viejo, el día 14 de febrero de 1975, muy cerca del paraje Yacucina.  En una emboscada tendida por el ERP, cayó muerto un teniente primero, siendo heridos otros tres militares y perecieron dos guerrilleros. El 24 de febrero, una avioneta Piper PA-18 del Ejército, que apoyaba operaciones de control en un sector selvático cercano al Ingenio Santa Lucía, cayó a tierra, causando la muerte de los dos militares que lo tripulaban. Fue el segundo accidente aéreo de la campaña. Sus restos no serían encontrados hasta agosto de 1977. El 28 de febrero de 1975, un suboficial murió al inspeccionar un coche bomba en Famaillá.
Durante marzo se percibió cierto pesimismo en el alto mando del Ejército, debido a la falta de resultados. A través de una publicación editada en París, el ERP afirmó que era un éxito haber logrado aferrar a una brigada entera del Ejército de cuatro mil hombres con solo trescientos guerrilleros.
En abril de 1975, el Ejército capturó a guerrilleros. Por su parte, el portavoz del ERP, en una conferencia de prensa en Lisboa, informó sobre la creación de un «Comando Conjunto Operacional» junto con el Movimiento de Izquierda Revolucionaria (MIR) de Chile, el Movimiento de Liberación Nacional-Tupamaros (MLN) de Uruguay y el Ejército de Liberación Nacional de Bolivia.
En mayo, mientras el Ejército lograba capturar a miembros del ERP en la zona de operaciones, María Estela Martínez de Perón visitó Tucumán acompañada por el ministro José López Rega. La presidenta reemplazó como comandante general del Ejército al teniente general Leandro Enrique Anaya con el general de división Alberto Numa Laplane, ascendido a teniente general. En esa ocasión, la custodia de la Policía Federal fue reemplazada por la Gendarmería. Isabel Martínez de Perón visitó el puesto de comando y, delante del general Vilas y de sus oficiales, reiteró que el objetivo era aniquilar a la tropa guerrillera y que "todo el poder político estaba detrás de él para apoyarlo". "Matarlos y aniquilarlos a todos", afirmaron ella y López Rega. El 11 de ese mes, un subteniente murió durante una emboscada en un control en la Ruta 301.

### Cambio de curso

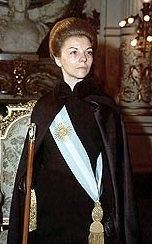
La presidenta María Estela Martínez de Perón decretó el Operativo Independencia.

El 4 de mayo de 1975 un helicóptero del Ejército se estrelló en la zona de Santa Mónica. Dos oficiales y otros dos suboficiales murieron. No se conocen las causas de la caída del aparato.  
El 28 de mayo de 1975 se libró el combate de Manchalá, en el que 117 miembros del ERP,  según datos del general Acdel Vilas, bajo órdenes del Hugo Irurzún, capitán Santiago, armados con fusiles, una ametralladora MAG y granadas, fueron detenidos por 13 efectivos del ejército mientras se dirigían a atacar el puesto de comando en Famaillá. Por aquellos días, efectivos de la primera sección de la  Compañía de Ingenieros de Montaña 5 con asiento en Salta se encontraban prestando servicios de "acción cívica" reparando escuelas de la zona.  El plan de los guerrilleros era atacar el 29 de mayo, día del Ejército Argentino y fecha del cordobazo de 1969,  capturar  elementos de combate y tomar el pueblo de Famaillá, donde estaba ubicado el cuartel general de Acdel Vilas.  En plena organización de la embestida del día siguiente, a las cinco de la tarde la columna guerrillera de vehículos  se topó con un grupo de dos  suboficiales y soldados conscriptos  del  arma de ingenieros que estaban reparando la Escuela de Manchalá. El mismo jefe de compañía del ERP  Irurzún abrió fuego contra los tres conscriptos que estaban en el portón de escuela e hirió la pierna del soldado Adrián Segura. Los ocho efectivos que estaban dentro de la escuela, bajo dirección del Cabo Primero  Gerardo Lafuente, respondieron el fuego. Luego de intercambiar disparos por más cuatro horas, dos guerrilleros murieron y tres resultaron heridos. El ejército tuvo cinco heridos. Uno de los conscriptos, Luis Arce, logró escapar en un Unimog para llevar a un herido grave al hospital de   Famaillá y dar aviso del ataque  al oficial jefe de la Sección de Ingenieros. De este modo, a la noche, llegaron refuerzos del Comando del Ejército  desde Famaillá que se dirigieron a la Escuela cuando empezaba a caer la noche. Las luces de estos vehículos ahuyentaron a los guerrilleros, quienes se retiraron entre los cañaverales. Caminaron durante días buscando evadir la zona. 
Media hora más tarde, un contingente de la Fuerza de Tarea Fronterita llegaba a Manchalá, donde se le dio la orden de perseguir junto al Escuadrón de Gendarmería, a los guerrilleros. Debido a la oscuridad de la noche no se pudo atrapar a nadie, pero en la fuga abandonaron los camiones con todo el material disponible: armamentos, munición, equipos varios, documentación conteniendo un plan de ataque al Puesto de Comando Táctico y una maqueta de este último.
Junio y julio de 1975 fueron meses muy relevantes desde el punto de vista político en Argentina. Se produce el rodrigazo que genera una serie de movilizaciones muy importantes que provocaron una derrota política del gobierno nacional y la salida del mismo del ministro  Celestino Rodrigo y de López Rega. El 25 de junio de 1975 Mario Roberto Santucho se instaló en el monte tucumano.  En julio se concretó la incorporación de combatientes mujeres a la compañía de monte. 
El 2 de agosto de 1975, un teniente y cuatro conscriptos fueron heridos en un enfrentamiento. El 5 de agosto, un teniente murió mientras intentaba desactivar una trampa cazabobos. El día 7 de agosto, murió en otro combate un teniente, y en otra misión de patrulla murió un cabo primero. El 12 de ese mes, la Compañía A del Regimiento de Infantería de Monte 28 entró en acción contra un pelotón del ERP, al que derrotó cerca del pueblo de Los Dulces. El 16 de agosto, murió un cabo primero en un enfrentamiento en Las Mesadas; los guerrilleros tuvieron seis bajas.
El 28 de agosto de 1975, en lo que fue la Operación Gardel en apoyo al ERP, Montoneros colocó una bomba de 150 kg en la pista del Aeropuerto Teniente Benjamín Matienzo, que detonó cuando un C-130 (matrícula TC-62) despegaba, transportando 114 miembros de fuerzas especiales de la Gendarmería Nacional, con un resultado de seis soldados muertos y 29 heridos.
El 3 de septiembre de 1975, una supuesta emboscada en Potrero Negro por parte de la guerrilla se saldó con un soldado y un subteniente  muertos y tres heridos, y el 10 de septiembre, un policía fue muerto en un enfrentamiento con el ERP. Al día siguiente, el grupo paramilitar «Comando José Rucci» asesinó a un montonero.

### Octubre negro para la compañía de  monte
Luego del ataque por parte de la organización Montoneros del regimiento 29 de monte de Formosa,  el gobierno nacional procedió a reforzar la legislación  represiva.  Se trató de una de las mayores operaciones armadas de Montoneros que produjo casi 30 bajas y un gran impacto en la sociedad.  
Se dictó en consecuencia el decreto 2.772  el 6 de octubre de 1975 que nuevamente hablaba de aniquilar  el accionar de los elementos subversivos en todo el territorio del país.  Hay historiadores como Esteban Pontoriero  que consideran que este segundo decreto le daba otro sentido a la palabra aniquilación y que los militares entendieron que tenían el aval legal y político para exterminar a quienes consideraban subversivos. Este decreto lo firma Ítalo Argentino Luder porque la presidenta María Estela Martínez de Perón estaba de licencia.  A esta altura de los acontecimientos  Jorge Rafael  Videla ya era comandante en jefe del Ejército Argentino.
El día 7 de octubre de 1975  una patrulla del Ejército Argentino que se desplazaba  por unas de las márgenes del río Los Sosa fue atacada por aproximadamente 40 combatientes del ERP. La patrulla tuvo 5 bajas, 5 soldados jujeños  y quedó aferrada al terreno porque recibía fuego desde una posición elevada.  Se salvó porque intervino  una sección de la FT Ibatín que acudió en su auxilio y puso en fuga a los combatientes del ERP.   
Esa misma noche del 7 de octubre  los guerrilleros cruzaron en fila india inadvertidamente por el medio del cerco que habían tendido en forma circular las tropas del Ejército, lo que desató un tiroteo.  La escena se cubrió de gritos, disparos y bengalas, con los soldados disparando hacia el interior del cerco y los guerrilleros respondiendo el fuego en todas direcciones, hasta que la lucha fue cuerpo a cuerpo. El enfrentamiento se conoció como  combate de Los Quinchos, porque había un quincho abandonado. Duró varias horas hasta que el fuego cesó.  Hubo un guerrillero que cayó en medio de los soldados que lo desarmaron y en su defensa se hizo pasar por un soldado de Tartagal.  Era el teniente Armando, (Julio Ricardo Abad) quien logró escaparse. Fueron muertos en el combate el  jefe de la compañía de Monte Ramón Rosa Jiménez ,Juan Carlos Molina (Comandante Pablo). El  Ejército tuvo una baja,  el soldado conscripto clase 1953 Fredy Ordóñez  del Regimiento de Infantería de Monte 28 de Tartagal  en Salta.
El 9 de octubre  cayó el segundo jefe de compañía, Manuel Negrín quien había salido del campamento guerrillero  junto a Oscar Asdrúbal Santucho, hermano de Mario Roberto, conocido como Aníbal, en busca de provisiones.  Habían llegado a la finca de los hermanos Danub, uno de los posibles contactos que podía colaborar con el ERP.  Era de noche y aplaudieron para hacerse anunciar y cuando eso pasó recibieron fuego de una ametralladora  que estaba en posición de emboscada a la salida de un cañaveral. Ambos cayeron muertos sin poder responder el fuego. Los disparos se escucharon en el campamento guerrillero.  Aníbal era el responsable de las comunicaciones de la Compañía Ramón Rosa Jiménez. 

### Acheral: último combate de relevancia
El 10 de octubre, en la localidad Acheral, un helicóptero UH-1H del Ejército Argentino  fue alcanzado por fuego hostil mientras realizaba un vuelo de reconocimiento: murió su ametrallador y fue dañado su sistema eléctrico. Sin embargo, el aparato logró aterrizar y recibió refuerzos por tierra y aire,  tras lo cual se desató un feroz combate en tierra en el que murieron todos los integrantes del grupo del ERP, entre 12 y 15  combatientes del ERP.
Ese mismo 10 de octubre de 1975 el cañero Danub guio al Ejército hacia el campamento guerrillero. Santucho y los suyos apenas lograron escapar.  En el campamento abandonado había información clave. El hecho dio lugar a la desmovilización posterior de la compañía de monte.  
En una misión de patrullaje, el 17 de octubre, en proximidades de Los Sosas, un pelotón fue emboscado por los guerrilleros, dejó un saldo de cuatro soldados muertos y dos heridos.

### El repliegue  final
Al día siguiente, 18 de octubre de 1975,  un plenario del PRT-ERP realizado en pleno monte tucumano denominado " Héroes de San Gabriel" , se decidió poner fin a la experiencia de guerrilla rural, y tras la caída del campamento central el 10 de octubre,  se ordenó la dispersión de los sobrevivientes y  el repliegue a otras ciudades y regiones del país . Santucho y la mayor parte de los combatientes debían partir para las ciudades. Solamente iba a quedar una pequeña fuerza del ERP al mando del capitán Raúl. A partir de entonces, la labor del Ejército Argentino se limitó a la búsqueda de los escasos guerrilleros que huían o estaban escondidos o perdidos. El 24 de octubre, en el arroyo Fronteritas, se produjo un enfrentamiento nocturno entre una patrulla del Ejército y combatientes del ERP, donde murieron tres militares. Se trataba del subteniente Diego Barceló y dos soldados: Moya y Vizcarra  Barceló era conocido por su trato cruel a los lugareños.  Hay dudas acerca de si se trató de un enfrentamiento real o bien se las bajas se produjeron por fuego amigo entre dos patrullas del ejército.
Entre el 8 y 16 de noviembre se produjeron nuevos enfrentamientos en Tucumán, que dejaron 6 muertos en el Ejército Argentino y 7  por parte del ERP. En noviembre la Fuerza Aérea Argentina entró en acción por primera vez en respaldo del Ejército: cuatro aviones A-4B Skyhawk de la V Brigada Aérea atacaron al asentamiento con bombas de fragmentación y cañones de calibre 20 mm. Durante la siguiente semana tuvieron lugar otros dos enfrentamientos, que dejaron tres muertos más en el Ejército. Ese mismo mes y a requerimiento del general Acdel Vilas, elementos del Regimiento de Infantería 4 llegaron a la zona. Establecida en Monteros, la Compañía B llevó a cabo patrullas de combate y de seguridad con sus pelotones en Lules, Concepción y Famaillá, y sería relevada a principios de febrero de 1976 por la Compañía A.
Un informe de inteligencia del ejército afirmaba que para fines de 1975  la organización de la compañía de monte  estaba compuesta por 5 pelotones, tres de los cuales estaban divididos en dos escuadras cada uno. El Estado Mayor de la compañía según dicho documento afirmaba que estaba compuesto por el jefe de compañía capitán Raúl (Lionel Macdonald), el jefe de operaciones Capitán Santiago ( Hugo Irurzún),el jefe de personal teniente Armando (Julio Ricardo Abad o Abalos) y el  teniente Luis (Salvador Falcón).   Cada uno tenía un número que conducía a otra parte del informe donde se detallaba  las circunstancias de su muerte en el caso de que correspondiere.  Otro informa detalla que la compañía de monte tenía más o menos 415 efectivos.  La cifra  claramente no reflejaba la realidad, algo que solía suceder a menudo con los informes de inteligencia argentinos. A fines de 1975 la compañía del ERP en Tucumán apenas alcanzaba el 10% de ese número.[cita requerida]

### La discusión de las bajas
Para diciembre de 1975, el teatro de operaciones tucumano del ERP había quedado reducido a algunos pelotones, ya que las compañías de comandos del Ejército les presionaban fuerte. El Operativo Independencia comenzaba a tener éxito: según Paul H. Lewis, entre febrero y diciembre de 1975, murieron 163 miembros de la guerrilla rural y 53 de las fuerzas de seguridad en Tucumán.  De ser correctas estas cifras de bajas  la Compañía Ramón Rosa Jiménez del ERP desapareció por completo, algo que por cierto no ocurrió. Salvo que a la cuenta se sumen las desapariciones ilegales perpetradas por los militares en la ciudad de Tucumán y en los poblados.   El general Acdel Vilas afirmó que diez meses después del comienzo del operativo, le habían dado muerte a  312 guerrilleros y herido o detenido a otros  322. A lo largo del presente artículo de Wikipedia la cuenta de muertos en combate del ERP no llega a 30. Paco García y Abel Bohoslavsky en su libro estiman 268 muertos en Tucumán, cifra que engloba tanto a los combatientes caídos en combate como a los militantes secuestrados y desaparecidos por los militares. Con respecto a las bajas del Ejército se reportaron 45 efectivos caídos, si bien una parte de las bajas se debió a accidentes aéreos como fue el caso de los 12 oficiales fallecidos en el accidente del 5 de enero de 1975, antes del comienzo de la operación el día 9 de febrero.        

### Fase final de las operaciones
Aunque  la compañía de monte Ramón Rosa Jiménez del ERP  estuviera casi completamente desarticulada y reducida a una mínima expresión, el enemigo "subversivo" aun subsistía. Recuérdese que para los militares argentinos el concepto de "subversivo" iba más allá del combatiente guerrillero.  Por otro lado la organización político-militar Montoneros continuó luchando contra  el gobierno de María Estela Martínez de Perón y luego la dictadura militar de  marzo de 1976,más que todo en operaciones  urbanas y no rurales.  Es por eso que el Operativo Independencia continuó durante todo el año de 1976 y hasta parte de 1977.

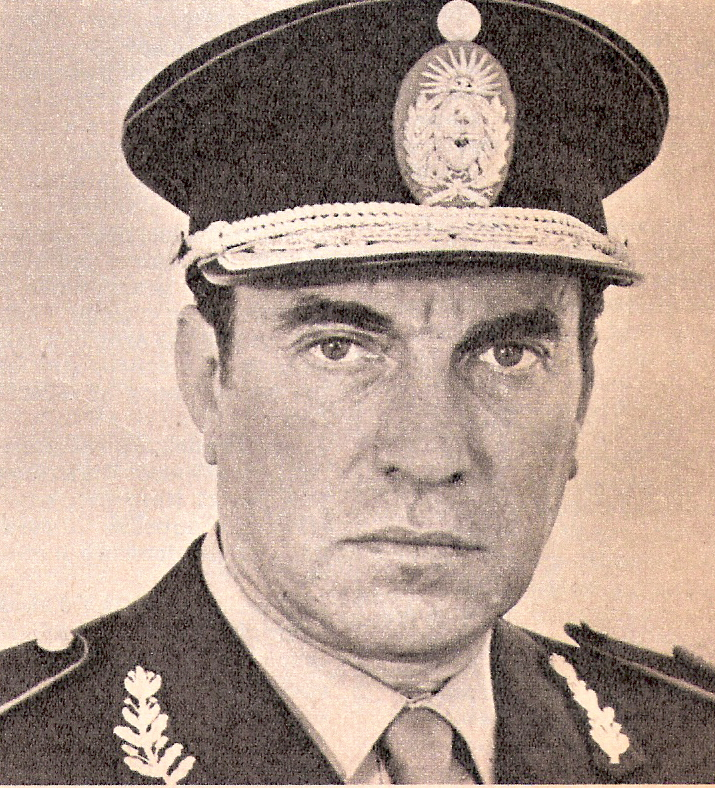
Antonio Domingo Bussi se hizo cargo de la operación a fines de 1975.

El 18 de diciembre de 1975,  Acdel Vilas fue relevado y tomó el mando Antonio Domingo Bussi -en ese momento con el grado de general de brigada y luego destituido al ser condenado como autor de crímenes de lesa humanidad. Poco después, este le decía por teléfono: «Vilas, usted no me ha dejado nada por hacer».  Bussi consideraba que gran parte del trabajo represivo ya había sido realizado. Si bien la Compañía de Monte del ERP se había retirado, desde el punto de vista militar y de acuerdo a la doctrina de guerra el enemigo subversivo todavía se encontraba presente. Bussi concentra el poder político y militar en Tucumán.  Durante el gobierno de facto del general Bussi, entre marzo de 1976 y diciembre de 1977, se perpetraron 371 desapariciones forzadas, y luego llegaría a afirmar que las Fuerzas Armadas Argentinas llevaron a cabo en Tucumán una verdadera «epopeya contra la agresión marxista-leninista que acosaba al país». Según el profesor de antropología Antonius Robben, la violencia armada en Tucumán provocó la muerte de 164 combatientes de ambos lados durante el tiempo en que la 5.ª Brigada actuó en esa provincia entre 1975 y 1977; 84 pertenecían a las fuerzas armadas argentinas o de seguridad y 80 eran guerrilleros.
Bussi trasladó el centro clandestino de detención que su predecesor había instalado en Famaillá al Ingenio Nueva Baviera y ordenó la descentralización de las torturas, multiplicando y profesionalizando los grupos de tortura existentes. El informe de la Comisión Bicameral Investigadora de las violaciones de los Derechos Humanos en la Provincia de Tucumán calificó la gestión de  Bussi como un vasto aparato represivo, que orienta su verdadero accionar a arrasar con las dirigencias sindicales, políticas y estudiantiles, ajenas al accionar de la guerrilla; se emplearon explosivos para atacar la Universidad Nacional de Tucumán, la Legislatura provincial, las sedes de la Unión Cívica Radical, del Partido Comunista, del Partido Socialista y el Colegio de Abogados, varios de cuyos alumnos fueron asesinados. Médicos, sindicalistas y políticos fueron objeto de secuestro, prisión ilegal, vejaciones y tortura.
El 23 de diciembre de1975 el ERP lanzó el mayor ataque a una unidad  militar, el ataque al Batallón de Arsenales 601  en la provincia de Buenos Aires. Fue la última gran operación militar  del ERP y la que tuvo más bajas en toda la historia del PRT-ERP.  En el ataque participaron elementos de la Compañía de Monte Ramón Rosa Jiménez. Fue la derrota más importante del ERP.   
Pocos días después el  29 de diciembre de 1975, Bussi había lanzado la Operación La Madrid I  contra los restos del  ERP en Tucumán. Las unidades de la Brigada de Infantería V se internaron en sus campamentos en el monte por primera vez y se multiplicaron las patrullas de rastrillaje en la selva. Envió también a sus tropas a San Miguel de Tucumán, haciendo desaparecer en los primeros meses de 1976 a 194 militantes montoneros y simpatizantes de la guerrilla.
En la primera semana de enero de 1976, las tropas del ejército argentino  descubrieron siete campamentos del ERP, algunos con capacidad hasta para albergar a cuarenta guerrilleros, esto como una renovada campaña armada por parte de guerrilleros. Entre los días 19 y 25 de enero de 1976, se llevó a cabo la Operación La Madrid II: un rastrillaje de todos los cursos de agua, desde la zona montañosa hasta el río Salí. Como los guerrilleros los utilizaban para orientarse en los movimientos, se buscaba emboscarlos a lo largo de los mismos y sobre sus márgenes. Dos días después, se dio inicio a la Operación La Madrid III, que duró hasta el 25 de febrero.
Para este momento, existían catorce centros clandestinos de detención, y las operaciones de rastrillaje indicaban un cambio de táctica del Ejército, ahora subían al monte a perseguir al ya debilitado ERP. Con el fin de aliviar la presión que Bussi ejercía sobre Santucho, Montoneros abrió un nuevo frente, destacando a El Cadillal una unidad denominada Fuerza de Monte del Ejército Montonero. El 13 de febrero de 1976, 65 miembros emboscaron a una patrulla del Regimiento de Infantería Aerotransportada 14, siendo muertos dos militares y diez guerrilleros, entre ellos Juan Carlos Alsogaray, jefe de la unidad e hijo del que fuera comandante en jefe del Ejército Argentino entre 1966 y 1968, general Julio Rodolfo Alsogaray.
En el caso del ERP sus últimos  acciones  fueron el del intento de secuestro y asesinato de Héctor Bartolomé Minetti, presidente de la Compañía Sudamericana de Cemento Portland y de Minetti S.A., el 28 de febrero de 1976; semanas después, fue asesinado Miguel Ángel Pozo, del PRT, que había robado 90 millones de pesos obtenidos de un secuestro.
Una vez consumado el golpe de Estado en marzo de 1976, el nuevo comandante de la Compañía Ramón Rosa Jiménez, Lionel MacDonald, recibió la orden de permanecer en el monte sin presentar combate. El 30 de marzo, un sargento de policía fue abatido mientras realizaba un patrullaje en el centro de la capital de Tucumán.
El 10 de abril de 1976, los guerrilleros abatieron a un conscripto en una emboscada y a un policía que cumplía funciones de guardia en un hospital de la capital tucumana. El 20 de abril, un cabo de la policía fue muerto en un tiroteo con Montoneros. Al día siguiente es asesinado al agente de los Servicios de Información del Estado (SIDE) e Inspector de la Gerencia de Control de la ENTEL, Carlos Alberto Farinatti, resultando su esposa herida: Montoneros se adjudicó el ataque. El 26 de abril de 1976, en otro hecho que se atribuyó a Montoneros, tres autos interceptaron al del inspector general de la Policía provincial, Juan Sirnio, acribillado por sus ocupantes.
El 20 de abril de 1977, el Comando en Jefe del Ejército emitió la Directiva 507 (Continuación de las ofensiva contra la subversión durante el período 1977/1978). A continuación se reproduce el punto 5:

La Operación Independencia se continuará ejecutando dentro de los lineamientos fijados en las Instrucciones N.º 335/76 (Continuación de las operaciones en Tucumán) y 336/76 (Continuación de la Operación Independencia) y con los efectivos y medios que determine el Comando Cuerpo de Ejército III, según la evolución de la situación.

Si bien los combates son cada vez más escasos, continúan los secuestros ilegales y las desapariciones en los poblados especialmente en la zona de los ingenios azucareros. El 5 de mayo de 1976, un helicóptero UH-1H del Ejército que brindaba apoyo aéreo a una fracción terrestre se estrelló a orillas del río Caspichango, 4 km al norte de Santa Lucía. El aparato impactó contra el follaje del monte mientras volaba a baja altura. Murieron cinco de sus siete tripulantes. Dos días después, en un enfrentamiento contra guerrilleros, perdió la vida un cabo primero. Entre los días 9 y 17 de mayo de 1976, cuatro conscriptos fueron asesinados en hechos fraguados por elementos de inteligencia militar y las muertes atribuidas a la guerrilla.   El 19 de julio de 1976 cae en Buenos Aires la  conducción del PRT-ERP, fecha que simbólicamente marca el fin de la lucha armada perretista.  El 28 de julio, tres montoneros y un policía murieron durante un enfrentamiento en la capital.
Para agosto de 1976 el ejército argentino deja de enviar tropas a Tucumán.  Otro informe de inteligencia del ejército afirmaba que para el mes de septiembre y octubre de 1976 la Compañía Ramón Rosa Jiménez se había reducido a solo 26 combatientes y10 colaboradores divididos en dos pelotones. Este informe  se asemeja a la realidad a diferencia del exagerado informe de fines del año 1975. Tras varios días de persecución, Lionel MacDonald fue abatido por el Ejército el 19 de octubre de 1976, cerca del paraje El Soloco.
Ya para finales de 1977, los ataques y escaramuzas entre militares y guerrilleros pertenecientes a Montoneros  fueron haciéndose más esporádicas.
El primero de agosto de 1978, miembros del Pelotón de Combate especial "Eva Perón", perteneciente a Montoneros, detonaron un explosivo en la casa del Vicealmirante Armando Lambruschini (a quien acusaban de ser un torturador), Jefe del Estado Mayor Naval, que dejó como saldo la hija del vicealmirante muerta y diez vecinos resultaron heridos.

## Metodología
Las Fuerzas Armadas se desplegaron en el territorio de la más pequeña de las provincias argentinas para aplicar, en el marco de la doctrina de la seguridad nacional, la metodología de la llamada guerra contrarrevolucionaria, que habían aprendido de los franceses primero y de los estadounidenses después. Sus ejes supuestos fueron la localización de los campamentos de adiestramiento de los guerrilleros y su captura, o bien abatirlos en combate. La superioridad logística y operativa del ejército, logró diezmar en menos de un año a los combatientes del ERP.
El general de brigada Acdel Edgardo Vilas, primer jefe de la contienda, fue comandante de la V Brigada de Infantería y precedió al general de brigada Antonio Bussi en la continuidad de la represión a la guerrilla rural. Vilas estaba convencido de que la clave no era subir con sus tropas a los cerros para desgastarlos en combate con los guerrilleros, sino que la mejor forma de combatir a los guerrilleros era buscar a sus simpatizantes dentro la población tucumana. Afirmaba que los detenidos no debían pasar por los Tribunales.

Es más fácil hacer pasar un camello por el ojo de una aguja, que condenar en sede judicial a un subversivo.

Luis Mattini, del ERP, recordaría las discusiones con Santucho:

Estábamos frustrados. Nos preguntábamos por qué los militares no subían al monte. Esperábamos para tenderles la emboscada, que es la clásica táctica de guerrilla. Y estábamos convencidos de que no se animaban porque no estaban preparados militarmente para hacerlo. Santucho, que a esa altura pensaba que el golpe era inevitable, decía que el Ejército todavía no tenía la suma del poder, no estaba preparado y tenía miedo de perder los primeros combates.

Se puede resumir el modus operandi de las fuerzas represivas de la siguiente manera:
- Secuestros: El procedimiento de detención se realizaba con oficiales y suboficiales vestidos de civil, y no de uniforme militar. De esta manera se evitaba tener que entregar a los detenidos a la justicia, y se construía el terror basado en la indeterminación (ocultamiento) de los autores.
- Cautiverio clandestino: Los detenidos eran alojados en el primer centro clandestino de detención del país, en Famaillá, y llamado «La Escuelita» porque el lugar albergaba una escuela primaria. Entre febrero y diciembre de 1975 por allí pasaron, según Vilas, 1507 personas que estuvieron cautivas y sometidas al arbitrio de sus captores y privadas de toda defensa.
- Tortura: La utilización de la tortura en los interrogatorios fue el método central de la inteligencia militar.
- Eliminación, ocultamiento de los cuerpos y negación oficial de estas prácticas.[112]

Los militares intentaron justificar su accionar represivo basándose en los decretos de aniquilamiento autorizados por el entonces presidente interino Ítalo Argentino Luder (María Estela Martínez de Perón se encontraba de licencia), disponiendo que «el comando general del Ejército procederá a ejecutar todas las operaciones militares que sean necesarias a efectos de neutralizar y/o aniquilar el accionar de los elementos subversivos que actúan en la provincia de Tucumán.» (decreto del Poder Ejecutivo Nacional 261/1975). Luder, presidente provisional de la Cámara de Senadores, hizo extensivo el operativo a todo el país durante su breve interludio al frente del PEN —merced a una licencia por razones de salud de la presidenta—, mediante los Decretos de aniquilamiento 2770/1975, 2771/1975, y 2772
El ex conscripto Domingo Jerez aseguró frente al juez Carlos Jiménez Montilla, el 24 de febrero de 2010, que fue testigo de cómo el general Bussi mató a garrotazos a dos hombres en el campo de concentración ubicado en Timbó Viejo. «Vi cuando pusieron un fusil en la vagina de una mujer embarazada», relató entre varios hechos aberrantes de esa época. Asimismo, también declaró que las muertes de varios soldados habían sido ordenadas por sus propios superiores, especialmente el aparato de inteligencia militar, y luego atribuidas al combate.

## El caído del cielo
Se ha producido un documental denominado "El caído del cielo"  del director argentino radicado en México Próspero López. La película comienza describiendo como en el pueblito de Pozo Hondo, departamento de Jiménez, Santiago del Estero,  en el norte argentino entre Santiago del Estero y Tucumán, cae un cuerpo del cielo ,de cabeza, que se convierte en un santo: "el caído del cielo" y su tumba en el lugar de la caída se convierte en un culto para los pobladores ,un fenómeno similar al gauchito gil. En realidad, el "caído del cielo" se trataba de un miembro del PRT-ERP. Tomás Francisco Toconás, nacido el 2 de abril de 1934 en Santa Lucia, departamento de Monteros, es un hombre de origen muy humilde, hachero, hombre de campo, que se había sumado en noviembre de 1974 a la compañía Ramón Rosa Jiménez del ERP, que actuaba en Tucumán.  Era conocido como " Alberto".  Toconas llegó a ser abanderado de la compañía de monte. El mismo había sido secuestrado  en su rancho el 26 de junio de 1975 y torturado por el Ejército Argentino y arrojado desde un helicóptero. El documental entrevista a la familia de Toconás, a sus hijos, todas personas muy humildes y pobres ,con claros rasgos indígenas típicos del norte argentino. Muestra el sufrimiento y la pobreza de los mismos, los abusos sufridos por las autoridades y la segregación que conllevaba pertenecer a una familia de un "subversivo". Muestra también el trabajo del equipo de antropología forense, que desentierra el cuerpo y procede a identificarlo. El director Próspero López deja constancia del miedo  que todavía existe en Tucumán al abordar estos temas. Termina con el funeral de Toconás en Acheral , el funeral que los familiares de Tomás Francisco Toconás no pudieron tener. 

## Desaparecidos
Entre 1974 y 1979, 656 personas fueron desaparecidas en Tucumán. De acuerdo al Informe de la Comisión Bicameral Investigadora de las Violaciones a los Derechos Humanos de Tucumán «la estadística indica que el mayor porcentaje (75 %) de personas secuestradas y desaparecidas desde el Operativo Independencia correspondió a obreros de fábrica y surco de la industria azucarera, peones rurales y obreros de la construcción». Osvaldo Humberto Pérez, sobreviviente del campo de concentración Arsenal Miguel de Azcuénaga —de Tucumán—, declaró que allí en un año fusilaron «entre ochocientas y mil personas». En ese sitio operaba el capellán José Mihalchyk, que fue sobreseído de la acusación penal que se le formuló.
Un informe de 2015 de la Facultad Latinoamericana de Ciencias Sociales, el Centro de Estudios Legales y Sociales y el Ministerio de Justicia y Derechos Humanos estima que de las 296 víctimas judicializadas en la causa del Operativo Independencia, alrededor del 42 % fueron trabajadores de la provincia y sus familiares directos, el 15 % fueron dirigentes sindicales y gremiales, el 8 & fueron comerciantes y personas de oficio, otro 8 % fueron empleados públicos, el 5 % fueron profesionales independientes, el 4 % eran estudiantes universitarios, el 2 % fueron militantes políticos de izquierdas y un 7 % acreditaba un vínculo con el PRT-ERP o Montoneros.
Una de las personas que figuran en la lista de desaparecidos en Tucumán es Diana Irene Oesterheld, hija del escritor y guionista Héctor Oesterheld (1919–1978),  el autor de la historieta El Eternauta quien estaba embarazada de seis meses en el momento de su desaparición. Ante los jueces del Tribunal Oral Federal, el testigo Julio César Marini reveló que vio un mes después del secuestro al jefe de la división de la policía provincial, el comisario Roberto «El Tuerto» Albornoz usurpando la casa en la que vivían Diana Oestherheld y su esposo Raúl Araldi, quienes desaparecieron durante la ocupación militar de la provincia de Tucumán. Ambos eran militantes montoneros y desaparecieron el 7 de agosto de 1976: Raúl fue asesinado en 1977 y Diana fue asesinada en Campo de Mayo (Buenos Aires). El padre de Diana, Héctor Oesterheld, fue secuestrado en 1977 y asesinado en 1978.
En diciembre de 2009, el Equipo Argentino de Antropología Forense (EAAF) identificó los restos de dos personas desaparecidas en la provincia de Tucumán en 1976. Estos desaparecidos fueron identificados como Juan Carlos Aguirre y Guillermo José Ernst, quienes fueron asesinados por la Brigada V ese mismo año, en dos supuestos enfrentamientos declarados por el Cuerpo de Ejército III en comunicados oficiales. Se convirtieron así en los primeros desaparecidos en ser reconocidos en esa provincia. Los restos fueron exhumados de una fosa común del Cementerio del Norte, junto con otros 55 esqueletos. Aguirre, acusado de ser un montonero por la Quinta Brigada, fue detenido el 12 de junio de 1976, en pleno centro de la capital tucumana, junto a Margarita Azize Weiss, una militante de Montoneros. La muerte de Ernest fue anunciada oficialmente el 17 de agosto de 1976. El comunicado militar afirmaba que Ernest estuvo a cargo de la destrucción del avión Hércules C-130 en el aeropuerto local.
Detenidos-desaparecidos en el arsenal Miguel de Azcuénaga entre otros:
- Julio Cersar Campopiano
- José Luis Maldonado
- Humberto Alfredo González
- Juan Carlos Pastori
- Rosario Argañaraz
- Roque Raúl Argañaraz
- Enrique Gonzalo Díaz Macías
- Juan de Dios Gómez
- Néstor Ubaldo Herrera
- Alfredo Antonio Coronel
- Luis Alberto Soldati
- Federico Adolfo Furth
- María Isabel Jiménez de Soldatti
- Claudio Reyes Ahumada
- Segundo Sixto Alderete
- Francisco Arancibia
- Segundo Arias
- Joaquín Ariño
- Horacio Arrué
- Pablo Athanasiu
- Fernando Belizán
- Ramón Bianchi
- Eduardo Bulacio
- Tomás Bulacio
- Alicia Burdisso
- Juan Carlos Bustamante
- Oscar Cabral
- Edgar Cadima
- Julio Campopiano
- José Cano
- Santiago Cazón
- Liliana Colombetti
- Juan Bautista Coronel

## Consecuencias
Por la presencia de la resistencia armada guerrillera en la provincia de Tucumán, la Junta Militar desaprobó la postulación de San Miguel de Tucumán como uno de los cinco lugares donde celebrar la Copa Mundial de Fútbol de 1978.